# 22783 Teng
22783 Teng este un asteroid din centura principală de asteroizi.

## Descriere
22783 Teng este un asteroid din centura principală de asteroizi. A fost descoperit pe 11 aprilie 1999 la Stația Anderson Mesa în cadrul programului LONEOS. Asteroidul prezintă o orbită caracterizată de o semiaxă mare de 2,58 ua, o excentricitate de 0,21 și o înclinație de 3,7° în raport cu ecliptica.